# حمله در فرودگاه آتاترک استانبول
در تاریخ ۸ تیر سال ۱۳۹۵، بر اثر انفجار و تیراندازی در فرودگاه آتاترک استانبول ۴۵ نفر کشته (به علاوه سه مهاجم) و ۲۳۸ نفر زخمی شدند. تیراندازی در پارکینگ فرودگاه و انفجار بمب در پایانه ورودی پروازهای بین‌الملی رخ داد. سه مهاجم در این حمله دست داشتند که احتمالاً از اعضای گروه داعش بوده‌اند. مهاجمان قصد عبور از دروازه ورودی فرودگاه را داشته‌اند که با مقاومت و تیراندازی نیروهای امنیتی روبه‌رو شده‌اند. متعاقب این درگیری، آن‌ها جلیقه انفجاری بر تن خود را منفجر کرده‌اند.

نام یک فرد ایرانی به نام سالار داودی کهنه شهری در میان کشته‌شدگان به چشم می‌خورد و ۵ ایرانی دیگر نیز در این حادثه زخمی شده‌اند.

## پیشینه
پیش از این در نیمه اول سال ۲۰۱۶، استانبول با سه حملهٔ تروریستی دیگر در نیمهٔ اول سال ۲۰۱۶ روبرو بوده، از جمله حملات انتحاری در ماه ژانویه و در ماه مارس است که هر دو حمله با داعش در ارتباط بوده، قرار گرفته‌است، و بمب‌گذاری یک خودرو در استانبول در اوایل ماه ژوئن ۲۰۱۶ که ادعای مسوولیت آن توسط بازهای آزادی کردستان (TAK)، یک "شاخه رادیکال حزب کارگران کردستان (پ ک ک)" انجام گرفته‌است.

## نگارخانه

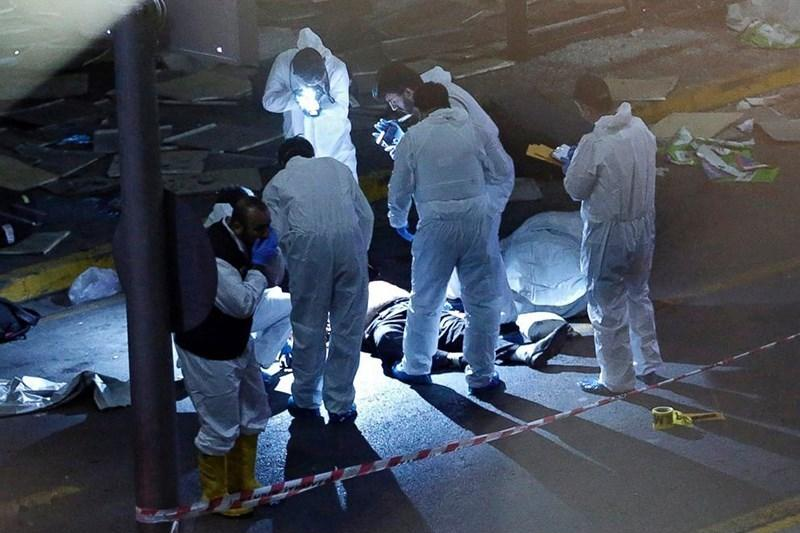
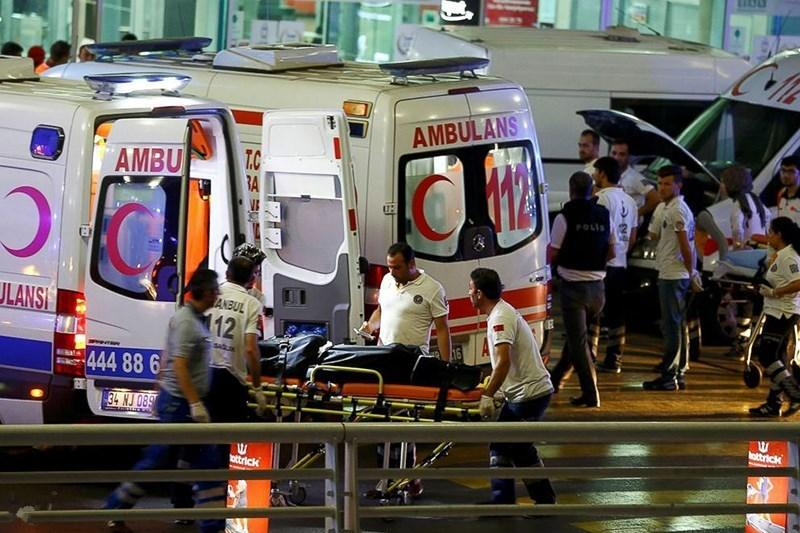
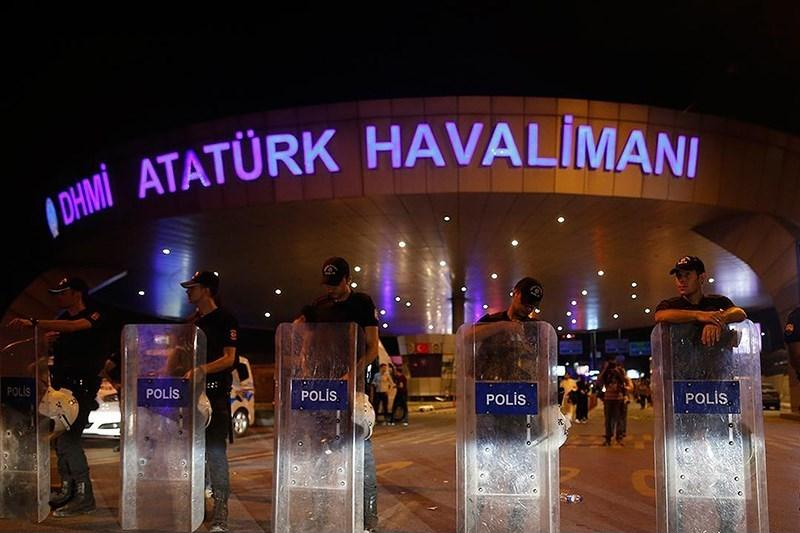
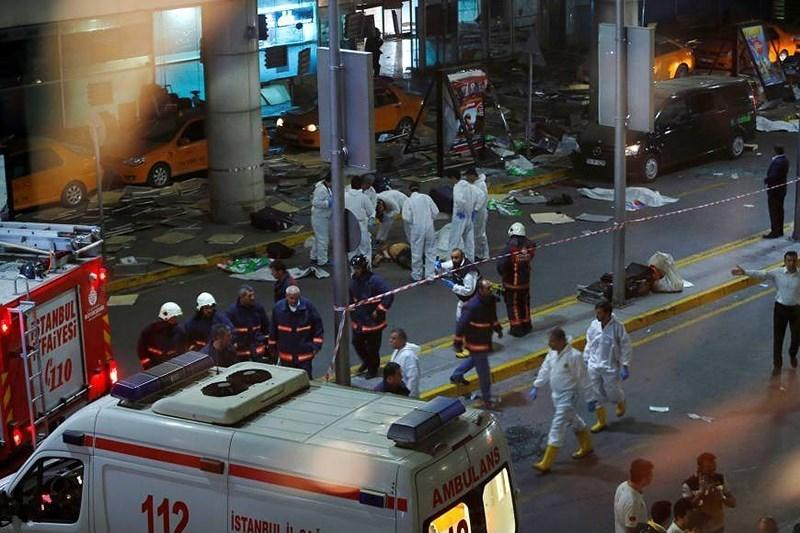
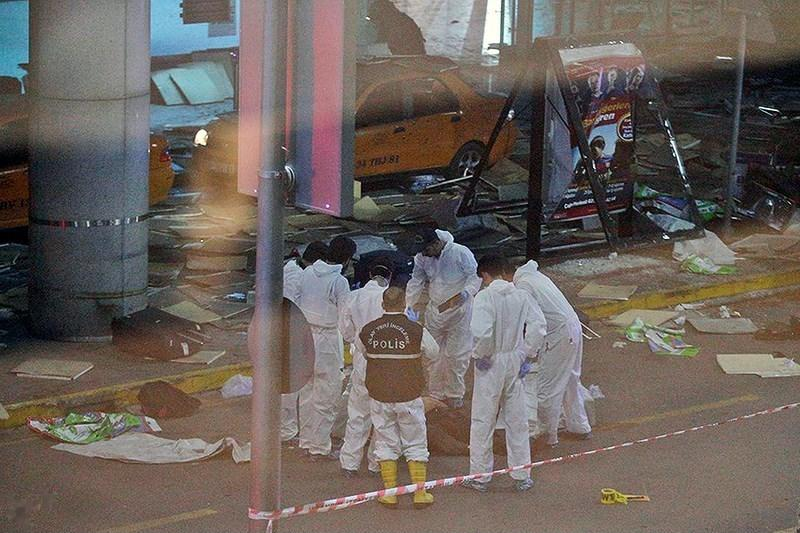
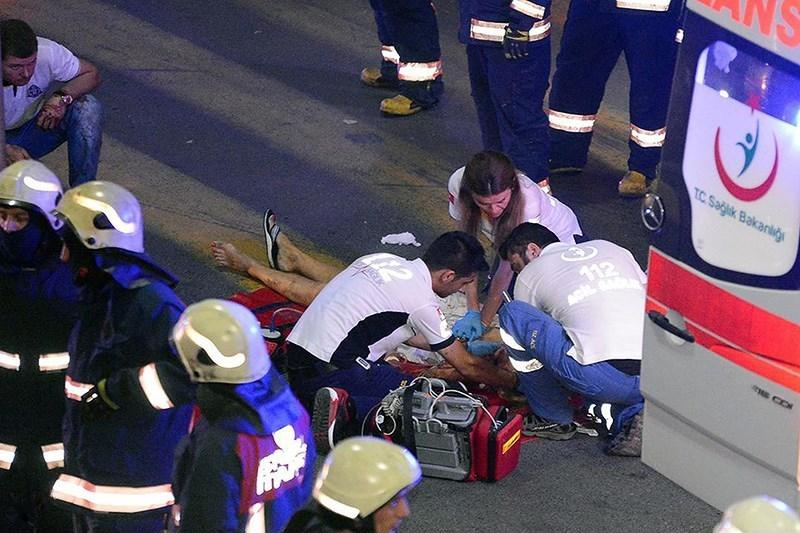
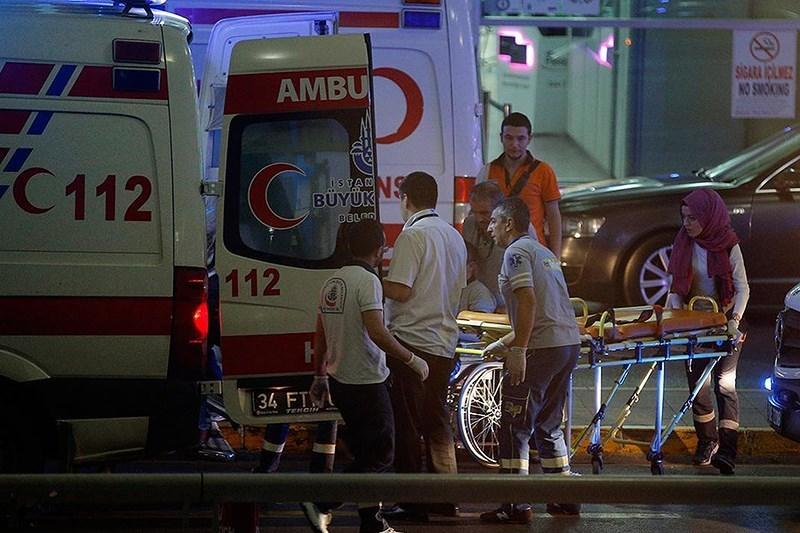
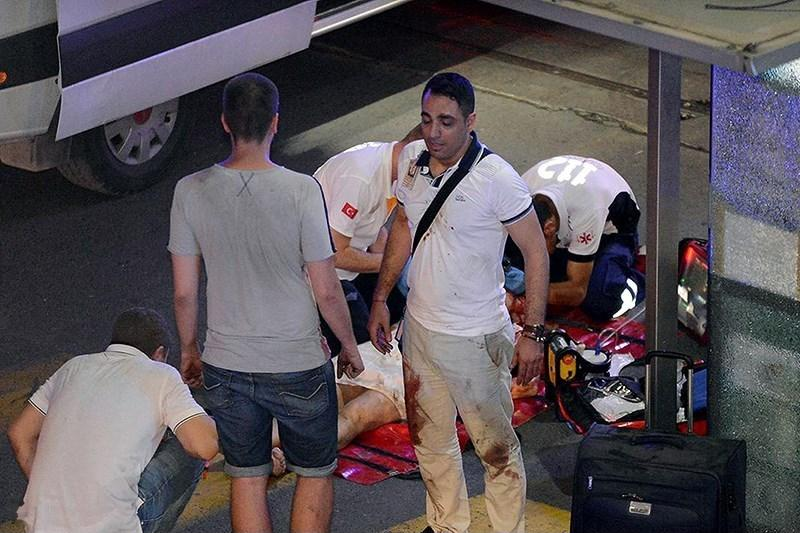
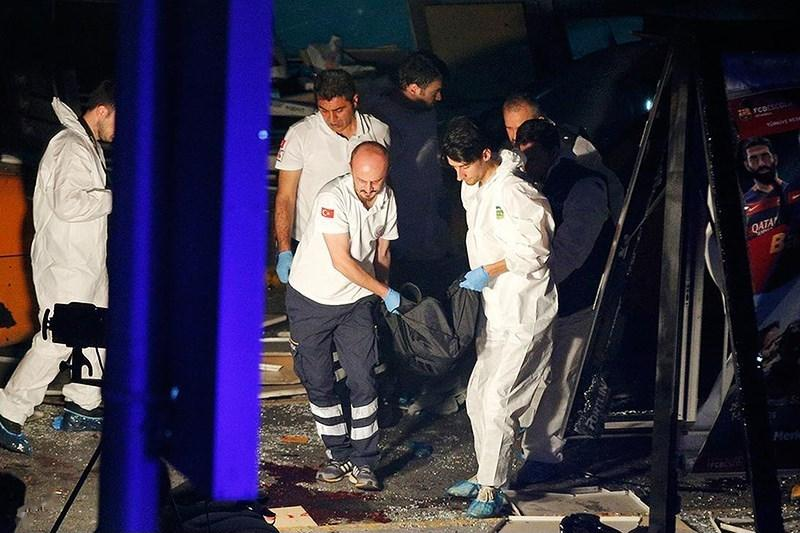
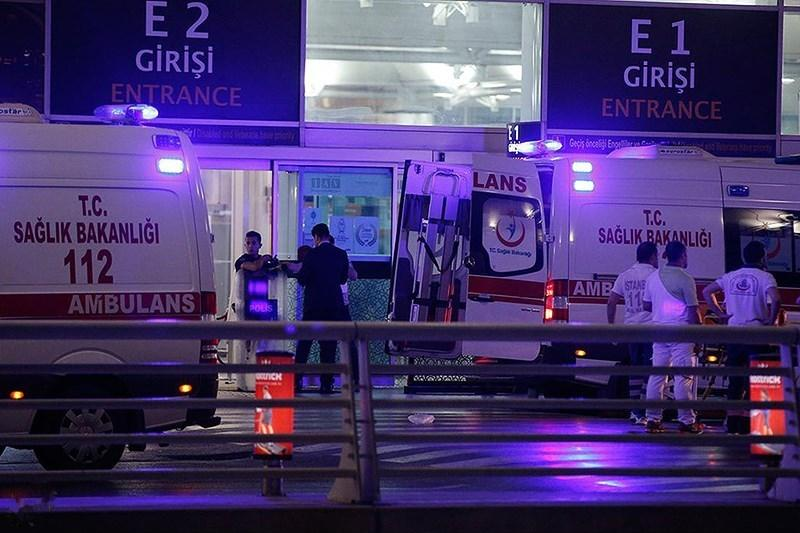
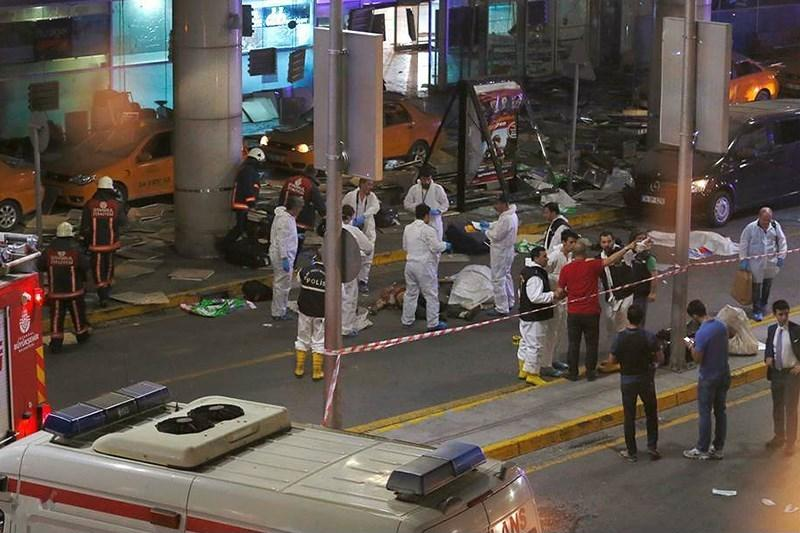
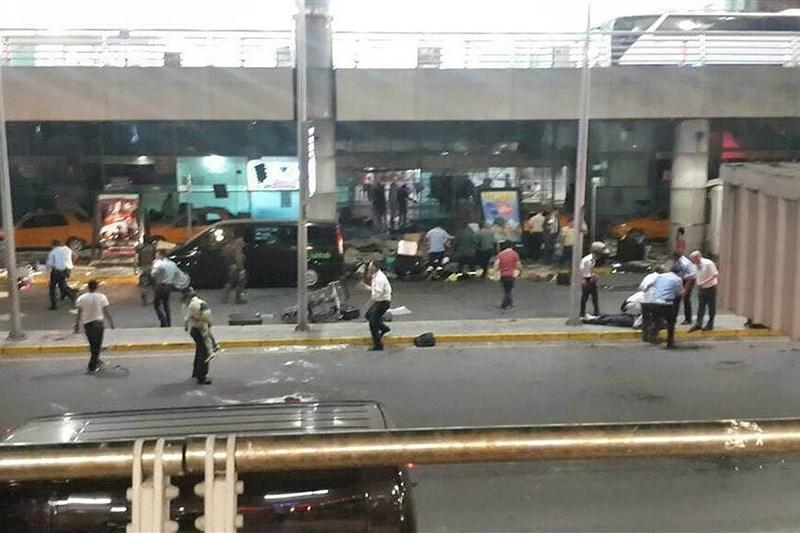
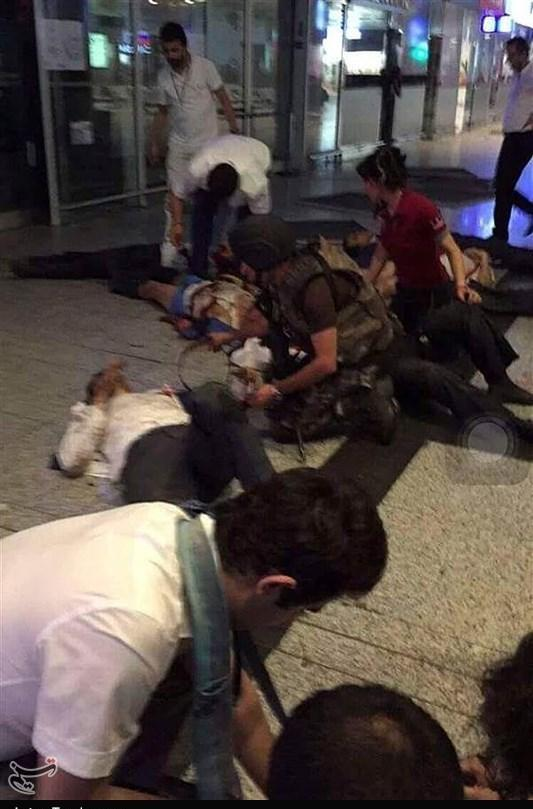